# Майский, Иван Михайлович
Ива́н Миха́йлович Ма́йский (настоящие имя и фамилия — Ян Ляхове́цкий; 19 января 1884, Кириллов, Новгородская губерния, Российская империя — 3 сентября 1975, Москва, СССР) — советский дипломат, историк и публицист. Полномочный представитель СССР в Финляндии (1929—1932), полномочный представитель/чрезвычайный и полномочный посол СССР в Великобритании (1932—1943).
Доктор исторических наук. Действительный член Академии наук СССР (30 ноября 1946).

## Биография
Сын военного врача, происходившего из мещан Херсонской губернии, впоследствии доктора медицины, учёного. Мать — Надежда Ивановна Давыдова, учительница.
Учился в гимназии в Череповце, окончил Омскую мужскую гимназию. Затем учился на историко-филологическом факультете Санкт-Петербургского университета (исключён). В 1903 году вступил в РСДРП, меньшевик. В период революции 1905—1907 годов член Саратовского Совета рабочих депутатов.
В начале января 1906 года арестован и отправлен в тобольскую ссылку. В 1908 году эмигрировал в Германию, где в 1912 года окончил экономический факультет Мюнхенского университета, после чего переехал в Англию. Во время Первой мировой войны меньшевик-интернационалист.

### Участие в борьбе с большевиками
Вернулся в Россию в мае 1917 года. Работал членом коллегии министерства труда Временного правительства. В ноябре 1917 года был избран членом ЦК РСДРП(о) по списку левой группы бывшей фракции «революционных оборонцев» Дана.
В июле 1918 года выехал в Самару, в августе занял пост управляющего ведомством труда в правительстве КОМУЧа с согласия Самарской организации меньшевиков, затем это решение было одобрено Волжско-Уральским областным партийным комитетом. За работу в эсеровском правительстве КОМУЧа был выведен из меньшевистского ЦК и исключён из РСДРП в сентябре. Осенью 1918 в связи с угрозой взятия Самары красными переехал в Омск. В середине октября получил предложение занять пост министра труда в правительстве Уфимской директории, но не получил согласия областного меньшевистского комитета и отказался. 7 ноября направил в ЦК РСДРП письмо, в котором упрекал его за непоследовательность и настаивал на необходимости решительной борьбы с большевиками вплоть до организации восстаний и поддержки чехословаков и Антанты. Он писал:

Я считаю себя счастливым, что мне на долю выпала великая честь принять посильное участие в последней героически-отчаянной попытке демократии спасти революцию.
В декабре общепартийное совещание меньшевиков подтвердило решение об исключении Майского из партии.
После прихода к власти Колчака и ареста лидеров Комуча Майский пришёл к выводу, что демократия в России нежизнеспособна.

### Экспедиция в Монголию
Зимой 1918/1919 годов находился на нелегальном положении, а весной 1919 года отправился в экспедицию в Монголию, как представитель иркутской конторы Центросоюза, с целью изучения внешнеторговых перспектив. Собрал ценный материал по экономике, политике, географии страны, который опубликовал в книге, изданной в 1921 году. В сентябре 1920 года, с окончанием гражданской войны в Забайкалье и началом военных действий в Монголии, экспедиция вернулась в Россию.

### На советской службе
В письме в редакцию газеты «Правда», опубликованном 31 октября 1920 года, заявил о своём решении встать на сторону большевиков. В феврале 1921 года Сиббюро ЦК принят в РКП(б). Был назначен заведующим экономическим отделом Сибревкома.
С 1922 года — на дипломатической работе. Был заведующим отделом печати Народного комиссариата иностранных дел (1922—1923). В 1922 году выступал свидетелем обвинения на процессе эсеров. Первый редактор журнала «Звезда» (в 1924).
К. И. Чуковский записал в дневнике 10 января 1925 о Майском: «Он бывший меньшевик и, как всякий бывший меньшевик, страшно хлопочет перебольшевичить большевиков». «Хорошо знает английский язык. Имеет кое-какие связи в Англии по старой своей меньшевистской деятельности. Он там жил в своё время. Эта связь является его плюсом и в то же время его минусом» — из характеристики, данной ЦК в 1926 году Майскому.
В 1925—1927 годах — советник полпредства СССР в Великобритании, в 1927—1929 годах — в Японии.

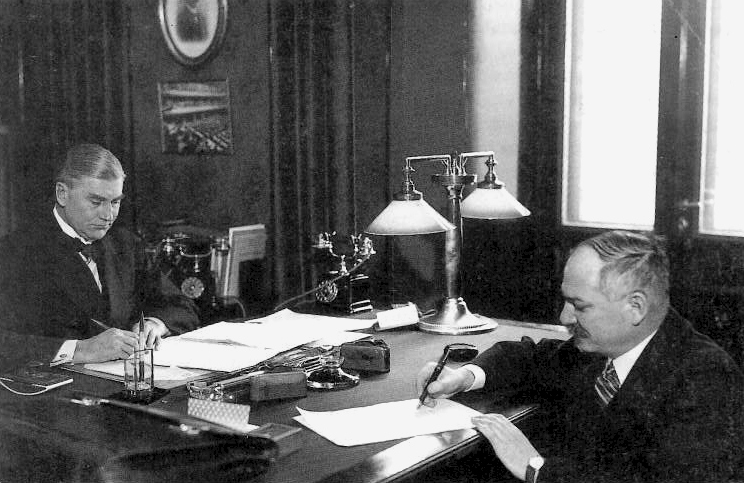
Подписание Договора о ненападении между Финляндией и Советским Союзом. 21 января 1932, Хельсинки. Слева финский министр иностранных дел Аарно Юрьё-Коскинен, справа полпред Советского Союза в Финляндии Иван Майский.

В 1929—1932 годах — полпред в Финляндии. 21 января 1932 подписал советско-финский договор о ненападении.

#### Во время Второй мировой войны
В 1932—1943 годах — чрезвычайный и полномочный посол в Великобритании.
30 июля 1941 года подписал Соглашение о восстановлении дипломатических отношений между СССР и правительством Польской Республики в изгнании (более известно как договор (соглашение) «Майского — Сикорского» или «Сикорского — Майского»).
Во время визита в Москву в 1942 году Уинстон Черчилль в разговоре со Сталиным отметил Майского как хорошего дипломата, с чем Сталин согласился, но добавил, что «он слишком болтлив и не умеет держать язык за зубами». Британские историки отмечают, что Майский вёл себя в Лондоне весьма свободно, но этим он отнюдь не обеспечивал интересы СССР.

Как говорилось в справке Управления кадров ЦК ВКП(б) 
За период пребывания в Англии «обангличанился». Находится в слишком большой дружбе с англичанами и под исключительно большим английским влиянием. <...> Всеми мерами стремился сохранить в аппарате Полпредства сотрудников-англичан. В качестве личного секретаря имел англичанку Эйрис и упорно отказывался взять нашу советскую работницу, знавшую английский язык. Личного секретаря англичанку Мак-Милан и своего шофёра англичанина Уайт Майский уволил только при сильнейшем нажиме со стороны парторганизации, после указания из Москвы.
В 1943—1946 годах — заместитель наркома иностранных дел СССР В. М. Молотова, участвовал в Ялтинской и Потсдамской конференциях.
Был председателем Комиссии по возмещению ущерба, нанесённого Советскому Союзу гитлеровской Германией и её союзниками, созданной при наркомате иностранных дел, и представителем СССР в Межсоюзной репарационной комиссии. В. С. Семёнов так описывает связанные с этим обстоятельства:

«Данные о потерях нашей страны от гитлеровской оккупации были опубликованы от имени Чрезвычайной комиссии. Но предложения комиссии по репарациям, которую возглавил вернувшийся из Лондона посол И. М. Майский, были решительно отклонены как политически и фактически несостоятельные. Я находился в кабинете Молотова, когда ему позвонил Сталин и спросил:
— Куда бы назначить Майского? Может быть, членом Академии Наук СССР? Есть у него научные работы?
Молотов отвечал, что есть небольшие исследования по Монголии и какие-то статьи по проблемам международного рабочего движения.
— Ну, что ж, пусть посидит академиком, если нет другой работы.
Так И. М. Майский стал звездой первой величины в науке».

### Арест и суд
Ещё в 1948 году профессор Военно-политической академии Г. А. Деборин при составлении справки «Фальсификаторы истории» изучал донесения Майского из Лондона за 1938—1939 гг. и пришёл к выводу, что «Майский тогдашнюю политическую обстановку и политику Англии освещал неверно, скрывая двурушническую политику Англии в отношении СССР».
Поводом к аресту Майского послужили показания арестованного бывшего работника советского посольства в Англии Зинченко К. Е., который показал, что Майский, будучи послом, работал на англичан.
19 февраля 1953 года Майский был арестован и обвинён по ст. 58 УК РСФСР. На первом допросе 19 февраля 1953 г. Майский отрицал предъявленное ему обвинение во враждебной деятельности против Советского государства, а затем стал давать показания, что является английским шпионом с 1925 года, и оговорил бывших сотрудников посольства Коржа М. В. и Ростовского С. Н., якобы они являются английскими разведчиками.
Незадолго до смерти Сталина в 1953 году Майский был лишён звания академика.
Позднее на суде Майский И. М. заявил, что в начале предварительного следствия он признавал себя виновным в изменнической деятельности «под воздействием угроз со стороны начальника следственного отдела 1-го Главного управления МГБ СССР полковника Рублёва», который угрожал ему «избиением плетьми и созданием невыносимых условий содержания в тюрьме».
После смерти Сталина, 14 мая 1953 г. Майский отказался от своих показаний о принадлежности к английской разведке и заявил, что оговорил себя и других лиц в результате применения к нему незаконных методов следствия, но изъявил готовность работать для органов МВД. Берия согласился: «Мы можем вас реабилитировать, и это не вызовет никаких подозрений, поскольку в последнее время был уже реабилитирован ряд лиц, и создать вам необходимые условия для легализации ваших встреч с иностранцами, предоставив вам возможность работать в одной из организаций, имеющих соприкосновение с иностранцами, но для этого вы должны продумать свои возможности в смысле установления контакта с иностранцами». После этого, вплоть до ареста Берии, Питоврановым и другими сотрудниками подготавливались предложения об использовании Майского для работы в интересах МВД, в игре с англичанами.
После ареста Берии дело Майского было взято для дальнейшего расследования в Прокуратуру СССР.
В обвинительном заключении по делу Берия и его сообщников Майский характеризовался как английский шпион, которого Берия при помощи Кобулова побудил к отказу от признательных показаний.
Лишь через два года после этого, 16 апреля 1955 года, прокуратурой СССР было утверждено обвинительное заключение по делу Майского И. М. с предъявлением ему обвинения в измене Родине (ст. 58-1 «а» УК РСФСР).
Майский содержался в Бутырской тюрьме до 1955 года.
На закрытом судебном процессе Военной коллегии Верховного суда СССР с 26 мая по 13 июня 1955 года обвинение Майского в изменнической деятельности ничем не подтвердилось. Допрошенные на процессе свидетели со стороны обвинения — Зинченко К. Е., Харламов Н. М., Морозовский Н. Г., Кукин К. М., Горский А. В. и Деборин Г. А. — никаких конкретных фактов преступной деятельности Майского не смогли привести, характеризуя его лишь как англофила.
13 июня 1955 года Военная коллегия Верховного суда СССР признала его виновным лишь в «скрытии от Советского правительства фотоплёнки „Белой книги“ Министерства иностранных дел Англии» и приговорила Майского по ст. 109 УК РСФСР (злоупотребление властью) к 6 годам высылки без поражения в правах.
16 июля 1955 года Президиум ЦК КПСС, рассмотрев заявление Майского И. М. о помиловании, признал возможным применить к нему помилование, а меру наказания, установленную приговором Военной коллегии, считать условной. 21 июля 1955 года Президиум ЦК КПСС утвердил постановление Президиума Верховного Совета СССР о помиловании Майского И. М.

### После освобождения
В 1957 году Майского восстановили в партии, а судебной реабилитации он добился лишь в 1960 году.
Писал труды по истории Испании, воспоминания.
В 1966 году подписал письмо 25 деятелей культуры и науки генеральному секретарю ЦК КПСС Брежневу против реабилитации Сталина.
У Майского два года Иван Ефремов снимал второй этаж дачи в Мозжинке (где им была написана «Туманность Андромеды»).

## Награды
- 3 ордена Трудового Красного Знамени (18 января 1944, за выдающиеся заслуги перед советским государством в связи с 60-летием со дня рождения; 5 ноября 1945; 24 января 1964)
- медали

## Семья
- Первая жена — Ольга Никитична Ляховецкая (урождённая Быстрицкая), врач, (разошёлся в 1915 году)[31].
  - Дочь — Наталья Ивановна Майская (1908—?), инженер-электрик[31].
- Вторая жена — Нина Петровна Высоцкая[32], урождённая Ермолова, (разошёлся с ней в конце 1917 года)[31], член ЦК партии эсеров, была замужем за А. Д. Высоцким, носила его фамилию[33].
- Третья жена — Агния Александровна Майская (урождённая Скипина), народная учительница в Омске, член РСДРП (б) с 1920 года[31].

## Увековечение памяти
| |  |
| Слева направо: Могила И. М. Майского на Новодевичьем кладбище Москвы, Мемориальная доска И. М. Майскому в Москве |  |

## Исторический анекдот из воспоминаний В. М. Бережкова
Согласно Бережкову Майского якобы бил плёткой лично Берия:
Это было ужасно. Меня допрашивал сам Берия. Бил цепью и плёткой. Требовал, чтобы я сознался, что всё время работал на Интеллидженс сервис. И я в конце концов признал, что давно стал английским шпионом. Думал, что если не расстреляют, то сошлют и оставят в покое. Но меня продолжали держать в подвалах Лубянки. Не прекращались и допросы. Из них я вскоре понял, что речь, собственно, шла не только обо мне, что Берия подбирался к Молотову…
Но сразу после смерти Сталина Берия освободил Майского:
Тогда же в апартаменты Берии привели из камеры и Майского. На столе стояли ваза с фруктами, бутылка грузинского вина и бокалы. Лаврентий Павлович был сама любезность.

— Иван Михайлович, — обратился он к подследственному. — Что это вы наговорили на себя напраслину? Какой же вы шпион? Это же чепуха — Майский ничего не знал о происшедших переменах. Он решил, что это очередной иезуитский подвох сталинского сатрапа. Подумал: если скажет, что не шпион, наверняка снова начнут бить.

— Нет, Лаврентий Павлович, я шпион, меня завербовали англичане, это точно…
— Да бросьте вы эти глупости, Иван Михайлович! Никакой вы не шпион. Вас оклеветали. Мы сейчас разобрались. Провокаторы будут наказаны. А вы можете отправляться прямо домой…

## Сочинения
- Германия и война. — [М., 1916]. — [4], 250, [1] с.
- Политическая Германия. — М., [1917]. — [2], II, 7-216 с.
- В мире германского профессионального движения. — Пг., 1917. — 96 с.
- Современная Монголия : (Отчёт Монгольской экспедиции, снаряжённой Иркутской конторой Всероссийского центрального союза потребительных обществ «Центросоюз») — Иркутск, 1921. — [472] с.
- И. М. Майский — В. И. Ленину. 15 мая 1921 г. Документы XX века
- Демократическая контрреволюция. — М.; Пг.: Госиздат, 1923. — 360 с.
- Внешняя политика РСФСР, 1917—1922. — М., 1923. — 194 с.
- «Перед бурей». — М.: ГИХЛ, 1944. — 228 с.
  -  — М.: Молодая гвардия, 1945. — 248 с.
- «Близко-далеко». — М.: Детгиз, 1961. — 400 с.
- Испания. 1808—1917. — М., 1957.
- Испанские тетради. — М.: Воениздат, 1962. — 200 с., 1 вкл.
- «Воспоминания советского посла в Англии». — М.: Изд-во ин-та международных отношений, 1960. — 144 с.
- «Путешествие в прошлое. Воспоминания о русской политической эмиграции в Лондоне 1912—1917 гг.» — М.: Изд-во Академии наук СССР, 1960.
- Ivan MaЇskı. Qui adait Hitler? (Souvenirs de l´ancien ambassadeur de l´U.R.S.S. en Grande-Bretagne / Moscou: Editions du Progres (без даты)
- «Кто помогал Гитлеру. Из воспоминаний советского посла.» — М.: Ин-т международных отношений, 1962. — 198 с.
- «Воспоминания советского посла»: В 2-х книгах. — М.: Наука, 1964. — 461+538 с.
- Майский И.М. Воспоминания советского посла. Война 1939-1943. — М.: Наука (издательство), 1965. — 408 с. — (Вторая мировая война в исследованиях, воспоминаниях, документах).
- «Б. Шоу и другие. Воспоминания». — М.: Искусство, 1967. — 200 с. + илл. на вклейках.
- «Воспоминания советского дипломата. 1925—1945.» — М., 1971.
- «Люди. События. Факты». — М.: Наука, 1973. — 216 с.
- «В политике не приходится быть слишком разборчивым». Письмо И. М. Майского в ЦК РСДРП. 1918 г. // Исторический архив. — 1997. — № 2. — С. 62—75.
- Избранная переписка с российскими корреспондентами: в 2 кн. — М.: Наука, 2005.
- Дневник дипломата, Лондон, 1934—1943: в двух книгах. — М.: Наука, 2006.
- Избранная переписка с иностранными корреспондентами. 1916—1975. В 2 книгах. Книга 1. 1916—1941. — Наука, 2011. — 816 с.
- Избранная переписка с иностранными корреспондентами. 1916—1975. В 2 книгах. Книга 2. 1942—1975. — Наука, 2012. — 890 с.